# Quartzsite
Ne doit pas être confondu avec Quartzite.
Quartzsite est une ville américaine située dans le comté de La Paz en Arizona.
Selon le recensement de 2010, Quartzsite compte 3 677 habitants ; c'est la ville la plus peuplée du comté. La municipalité s'étend sur 36,72 milles carrés (95,1 km2).
Chaque année, en janvier, depuis 2010, s'y déroule une rencontre de personnes vivant aux États-Unis à bord de camping-cars. Un « festival » décrit dans le livre Nomadland, de la journaliste Jessica Bruder. En 2019, entre 8 000 et 10 000 personnes s'y étaient rendus.

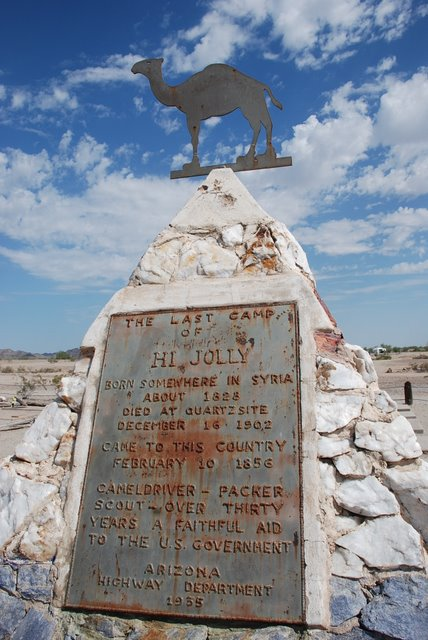
Pierre tombale de Hadji Ali

La ville possède aussi un monument en mémoire du Syrien Hadji Ali, surnommé Hi Jolly (en), l'un des premiers hommes à avoir rejoint l'United States Camel Corps, un détachement de l'armée américaine qui employait des chameaux pour le transport d'objets et de vivres. Décédé en 1902, il a été enterré à Quartzsite. En 1934, sa tombe a été surmontée d'une pyramide ornée par un chameau.

## Démographie
| 1980  | 1990  | 2000  | 2010  | - | - |
| ----- | ----- | ----- | ----- | - | - |
| 1 193 | 1 876 | 3 354 | 3 677 | - | - |